# Armin Hohlweg
Armin Hohlweg (* 10. April 1933 in Bayreuth; † 22. November 2022) war ein deutscher Byzantinist.

## Leben
Armin Hohlweg besuchte Schulen in Bayreuth und München und legte 1951 am Maximiliansgymnasium München das Abitur ab. Danach studierte er zunächst vom Wintersemester 1951/52 bis zum Sommersemester 1952 an der Universität Erlangen evangelische Theologie, bevor er ab dem Wintersemester 1952/53 an der Universität München Klassische Philologie, Geschichte und Byzantinistik studierte. Im September/Oktober 1957 legte er die wissenschaftliche Prüfung für das Lehramt an Höheren Schulen ab. Danach war er von 1957 bis 1963 Assistent am Institut für Byzantinistik und neugriechische Philologie der Universität München. Am 28. Juni 1962 wurde er in München bei Hans-Georg Beck promoviert. Von 1963 bis 1976 lehrte er Byzantinistik an der Universität Mainz. 1970 erfolgte seine Habilitation in München. 1972 wurde er in Mainz zum Wissenschaftlichen Rat und Professor ernannt. Von 1976 bis 2001 war er Inhaber des Lehrstuhls für Byzantinistik und Neugriechische Philologie an der Universität München. Von 1978 bis 1990 war er Herausgeber der Byzantinischen Zeitschrift.
Zu seinen Forschungsgebieten gehörten die Geschichte der byzantinischen Philosophie sowie die Geistesgeschichte und Philosophie der spätbyzantinischen Zeit. Sein bekanntestes Werk stellt das zusammen mit Wolfgang Buchwald und Otto Prinz bearbeitete Tusculum-Lexikon griechischer und lateinischer Autoren des Altertums und des Mittelalters dar.

## Veröffentlichungen (Auswahl)
- Beiträge zur Verwaltungsgeschichte des Oströmischen Reiches unter den Komnenen (= Miscellanea Byzantinia Monacensia 1). Institut für Byzantinistik und neugriechische Philologie, München 1965 (= Dissertation).
- Zur Geschichte der Lepra in Byzanz. In: Jörn Henning Wolf (Hrsg.): Aussatz, Lepra, Hansen-Krankheit. Ein Menschheitsproblem im Wandel, Teil II: Aufsätze  (= Kataloge des Deutschen medizinhistorischen Museums Beiheft 1). Würzburg 1987, S. 69–78.
- mit Wolfgang Buchwald, Otto Prinz: Tusculum-Lexikon griechischer und lateinischer Autoren des Altertums und des Mittelalters, München, Heimeran 1963; Ungekürzte Taschenbuch-Ausgabe, Reinbek, Rowohlt 1974; 3. neu bearb. u. erw. Auflage München, Artemis & Winckler 1982.
  - Französische Übersetzung: Dictionnaire des auteurs grecs et latins de l'Antiquité et du Moyen Âge. Turnhout, Brepols 1991.
  - Neugriechische Übersetzung: Tusculum λεξικόν Ελλήνων και Λατίνων συγγραφέων της αρχαιότητας και του μεσαίωνα. Athen, Fourlas 2003, ISBN 960-85321-0-8.
- (Hrsg.): Byzanz und seine Nachbarn. Südosteuropa-Gesellschaft, München 1996, ISBN 3-925450-55-6.